# Lyssa
Lyssa é um gênero, proposto por Jakob Hübner em 1823, de mariposas, ou traças, noturnas, pardas e brancas, com múltiplas caudas, da região indo-malaia e com apenas duas espécies, Lyssa macleayi e Lyssa patroclus, na Australásia (esta última apresentando-se mais comum na Nova Guiné). É um dos maiores gêneros pertencentes à família Uraniidae e subfamília Uraniinae, sendo aparentada com os gêneros Chrysiridia, Urania e Alcides. Suas lagartas se alimentam de plantas do gênero Endospermum (Euphorbiaceae).

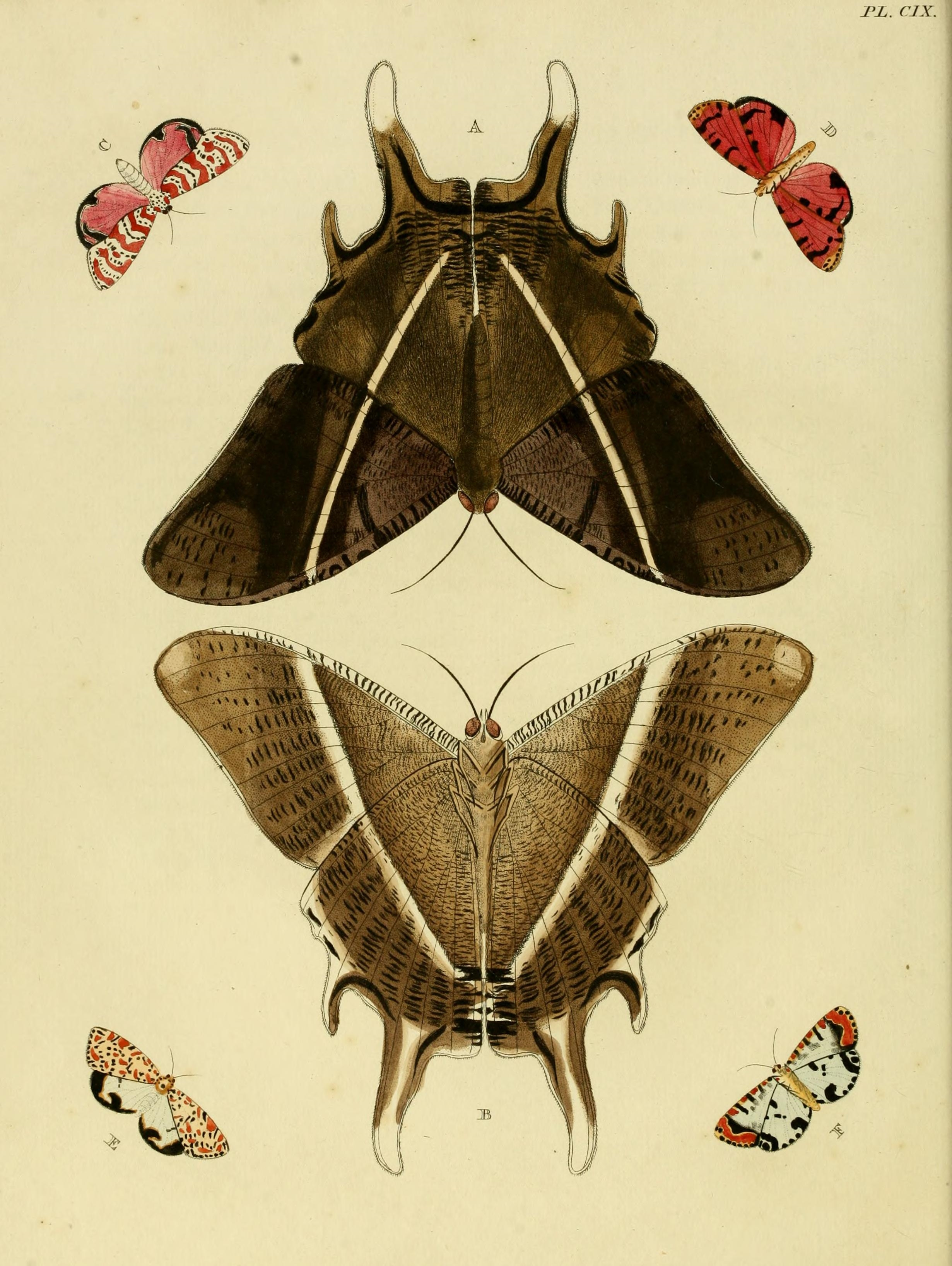
As mariposas ao centro (em vista superior, acima; em vista inferior, abaixo) são ilustrações de Uraniidae da espécie Lyssa patroclus, retiradas do livro De uitlandsche kapellen: voorkomende in de drie waereld-deelen Asia, Africa en America = Papillons exotiques des trois parties du monde, l'Asie, l'Afrique et l'Amérique, de Pieter Cramer e Caspar Stoll (Volume 2. Plate CIX, 1779).